# Виндсор Локс (Конектикат)
Виндсор Локс (енгл. Windsor Locks) насељено је место без административног статуса у америчкој савезној држави Конектикат.

## Демографија
По попису из 2010. године број становника је 12.498, што је 455 (3,8%) становника више него 2000. године.
| Група             | 2000.          | 2010.          |
| Белци             | 11.000 (91,3%) | 10.390 (83,1%) |
| Афроамериканци    | 322 (2,7%)     | 605 (4,8%)     |
| Азијати           | 309 (2,6%)     | 667 (5,3%)     |
| Хиспаноамериканци | 267 (2,2%)     | 576 (4,6%)     |
| Укупно            | 12.043         | 12.498         |